# Sajak (stacja kolejowa)
Sajak (kaz. Саяқ, ros. Саяк) – stacja kolejowa w miejscowości Sajak, w obwodzie karagandyjskim, w Kazachstanie. Położona jest na linii Mojynty – Aktogaj, na trasie Nowego Jedwabnego Szlaku.
Od stacji odchodzi bocznica do pobliskich kopalni miedzi.